# Enantia aloikea
Enantia aloikea är en fjärilsart som beskrevs av Brévignon 1993. Enantia aloikea ingår i släktet Enantia och familjen vitfjärilar. Inga underarter finns listade i Catalogue of Life.